# سيلفيا هاميلتون
سيلفيا هاميلتون هي مخرجة كندية، ولدت في القرن العشرين.